# Крокодил Гена (персонаж)
Крокоди́л Ге́на — персонаж книги Едуарда Успенського «Крокодил Гена і його друзі» (1966) і її продовжень. На екрані вперше з'явився в мультиплікаційному фільмі Романа Качанова «Крокодил Гена», створеному за цією книгою в 1969 році. Згодом вийшли ще три мультфільми Романа Качанова з крокодилом Геною і його друзями.
Найкращий друг і товариш Чебурашки. При створенні персонажа використовувався образ справжнього крокодила.

## Опис
Крокодил Гена вдає із себе антропоморфного крокодила. Носить червоний піджак, чорна краватка-метелик, на голові капелюх, курить люльку, любить грати на гармошці і працює в зоопарку крокодилом (тобто експонатом). Табличка на його робочому місці говорить: «Африканський крокодил Гена. Вік п'ятдесят років. Годувати і гладити дозволяється» (рос. Африканский крокодил Гена. Возраст пятьдесят лет. Кормить и гладить разрешается).
Крокодил Гена за характером добрий і чуйний. Веде боротьбу з несправедливістю. У той же час, не володіє знаннями в деяких питаннях побуту — наприклад, в мультфільмі «Чебурашка» зламав трансформатор в трансформаторній будці, отримавши при цьому електроудар, і відірвав від річкового судна якір, прийнявши його за металобрухт.
Не дуже добре розбирається в орфографії. Однак, відповідно до книги, любить читати серйозні книжки. У будинці має енциклопедію. Також любить грати в шахи і лото.
Працює в зоопарку в першу зміну (у другу зміну працює його колега крокодил Валера). Зав. відділом панцирних Простоквашинського зоопарку, мл. науковий співробітник. Проживав за адресою: Велика Пиріжна вул., Д. 15, корп. И, дзвонити три з половиною рази. Потім за адресою м. Простоквашинськ, Велика Пиріжна вул., Буд. 1, кв. 2, дзвонити два з половиною рази
Пізніше був покликаний в армію, служив в десантних військах. За час служби навчився водити танк і вертоліт. Після завершення військової служби працював на шоколадній фабриці, займався боротьбою з крадіжками. Пізніше вступив на службу в міліцію, йому було присвоєно спеціальне звання лейтенант міліції.

## Мультфільми
Персонаж здобув популярність після появи в мультфільмах Романа Качанова, що склали тетралогію:
- «Крокодил Гена» (1969)
- «Чебурашка» (1971)
- «Шапокляк» (1974)
- «Чебурашка йде до школи» (1983)

У цих мультфільмах крокодила Гену озвучує Василь Ліванов, пісні виконує Володимир Ферапонтов.
У 1990 році Гаррі Бардін створив мультфільм «Сірий Вовк та Червона Шапочка» за мотивами різних — як російських, так і сучасних. У цьому мультфільмі крокодила Гену озвучив сам режисер.
Даниною поваги міжнародної команди аніматорів мультфільмів Романа Качанова стали повнометражні лялькові мультиплікаційні фільми «Крокодил Гена» (2010) і «Чебурашка» (2013) японського режисера Макото Накамура. Для того, щоб зберегти дух легендарного радянського мультфільму, все ляльки і декорації були відтворені заново: пластика, міміка і голоси героїв були відтворені з максимальною достовірністю. У російській версії фільму крокодила Гену по черзі озвучили Володимир Ферапонтов і Гаррі Бардін.
В 2023 році був знятий фільм Чебурашка в якому роль Гени виповнив Сергій Гармаш, а в молодості Артем Бистров. Тут він не крокодил, який працює живим експонатом у зоопарку, а літній садівник-людина, яка багато років тому овдовіла і намагається відновити спілкування з дорослою дочкою та онуком. Чебурашка потрапляє до нього випадково внаслідок сильного урагану, і поступово вони стають найкращими друзями. Як відсилання на книжковий оригінал Гена один раз з'являється у червоному піджаку та капелюсі, як у мультфільмах, а наприкінці виконує пісню про день народження з другого мультфільму.

## Книги про крокодила Гену
- Успенський Е. М Бізнес крокодила Гени // Крокодил Гена та його друзі. — Ростов-на-Дону, 1992. — 272 с. — ISBN 5-7507-0873-X
- Успенський Е. М. Крокодил Гена і грабіжники.
- Успенський Е. М. Крокодил Гена та його друзі.
- Успенський Е. М. Крокодил Гена — лейтенант міліції. — М.: РОСМЭН, 1999. — 76 с.
- Успенський Е. М. Новий рік з Чебурашкою.
- Успенський Е. М. Відпустка крокодила Гени. — М.: Астрель, АСТ, Малыш, 2006. — 80 с.
- Успенський Е. М. Викрадення Чебурашки.
- Успенський Е. М. Чебурашка їде в Сочі.
- Успенський Е. М. Чебурашка йде в люди.

## Прототип
За словами Едуарда Успенського, в якійсь мірі прототипом (характер і стиль) крокодила Гени був композитор Ян Френкель. Письменник розповідав історію про те, як в 1983 році, на святкуванні 50-річчя видавництва «Детская литература», піднявся на сцену і сказав: «Дорогі друзі, зараз я відкрию вам страшну таємницю, з кого був написаний крокодил Гена. Він сидить тут, перед вами». Присутні стали вдивлятися в членів президії, намагаючись вгадати. А Успенський почекав, поки вщухне сміх в залі, і сказав: «Ян Абрамович, підніміться, будь ласка». Френкель встав і вклонився аудиторії.

## Шведські Друттен і Гена
У 1970-ті роки в Швеції випускалися телесеріали, радіопередачі, грамплатівки і журнали коміксів, персонажів яких звали «Друттен» і «крокодил Гена» («Drutten och Gena»). Ці персонажі були створені за образом привезених з подорожі в СРСР ляльок Чебурашки і Гени і зовні збігалися з ними. Однак на цьому схожість закінчується: в Швеції Друттен і Гена співали інші пісні і розповідали інші історії, і жили вони не в «одному дуже великому місті», а на книжковій полиці. Тому хоча багато шведів візуально впізнають Чебурашку і Гену, вони, як правило, не асоціюють їх з радянськими мультфільмами і книгами.

## Пам'ятники
- У місті Ішимбай встановлено скульптурну композицію «Крокодил Гена і Чебурашка»[5].
- У Харкові, на Журавлівці, на вулиці Будівельній, встановлено пам'ятник крокодилу Гені, де він зображений як в мультфільмі — зеленим, в піджаку і граючим на гармошці.
- У місті Раменське, на перетині вулиць Гур'єва і Михалевича, встановлено скульптурну композицію, що включає в себе бронзові статуї крокодила Гени, Чебурашки, Шапокляк і її щурики Лариски. Автор скульптур: Олег Ершов[6].